# Dejan Zukić
Dejan Zukić (in serbo Дејан Зукић?; Bački Jarak, 7 maggio 2001) è un calciatore serbo, centrocampista del Wolfsberger.

## Caratteristiche tecniche
È un trequartista.

## Carriera

### Club
Cresciuto nel settore giovanile del Vojvodina, ha esordito in prima squadra il 30 marzo 2019 disputando l'incontro di Superliga serba vinto 2-1 contro il Dinamo Vranje.

### Nazionale
Ha giocato nelle nazionali giovanili serbe Under-17, Under-19 ed Under-21.

## Statistiche
Statistiche aggiornate al 24 giugno 2020.

### Presenze e reti nei club
| Stagione        | Squadra         | Campionato      | Campionato | Campionato | Coppe nazionali | Coppe nazionali | Coppe nazionali | Coppe continentali | Coppe continentali | Coppe continentali | Altre coppe | Altre coppe | Altre coppe | Totale | Totale | Totale |
| Stagione        | Squadra         | Comp            | Pres       | Reti       | Comp            | Pres            | Reti            | Comp               | Pres               | Reti               | Comp        | Pres        | Reti        | Pres   | Reti   |        |
| --------------- | --------------- | --------------- | ---------- | ---------- | --------------- | --------------- | --------------- | ------------------ | ------------------ | ------------------ | ----------- | ----------- | ----------- | ------ | ------ | ------ |
| 2018-2019       | Vojvodina       | SL              | 10         | 1          | CS              | 0               | 0               |                    | -                  | -                  |             | -           | -           | 10     | 1      |        |
| 2019-2020       | Vojvodina       | SL              | 27         | 2          | CS              | 2               | 2               |                    | -                  | -                  |             | -           | -           | 29     | 4      |        |
| Totale carriera | Totale carriera | Totale carriera | 37         | 3          |                 | 2               | 2               |                    | -                  | -                  |             | -           | -           | 39     | 5      |        |

## Palmarès

### Club

#### Competizioni nazionali
- Coppa di Serbia: 1

Vojvodina: 2019-2020
- Coppa d'Austria: 1

Wolfsberger: 2024-2025